# Kūsankū (kata)
Kūshankū (クーシャンク, 公相君) hay còn gọi là Kūsankū (クーサンクー) hoặc Kankū-dai (観空大) là một bài quyền (kata) của karate. Khi tổ sư Funakoshi Gichin đưa Karate từ đảo Okinawa hình thành hệ thống rồi truyền bá ra khắp thế giới, trường phái karate mà ông tạo ra về sau được gọi là Shotokan Karate, hệ phái lớn nhất coi trọng tấn thấp, bài quyền này là một trong những bài tiêu biểu của hệ phái đó.
Bài Kanku dai là một bài quyền cổ có tên cũ là Kusanku. Còn có một bài quyền nữa là Kanku Sho được sáng tác sau này. Bài quyền này rất được tổ sư Gichin yêu thích, bởi nó phản ánh rõ đặc trưng của Karate.
Kanku hay Kwanku có nghĩa là "nhìn vào bầu trời" trong tiếng Nhật. Bài gồm có 65 thế, đi trong vòng 90 giây.
Bài quyền thể hiện triết lí: "Mọi vật bắt đầu từ con số không và cũng trở về với số không". Luyện tập bài quyền giúp người học Karate hướng về cái tâm thuần túy không vướng bận.
Bài Kanku dai cũng nằm trong hệ thống quyền pháp Karate thi đấu quốc tế.